# Апфелдорф
Апфелдорф (њем. Apfeldorf) општина је у њемачкој савезној држави Баварска. Једно је од 31 општинског средишта округа Ландсберг ам Лех. Према процјени из 2010. у општини је живјело 1.088 становника. Посједује регионалну шифру (AGS) 9181111.

## Географија
Апфелдорф се налази у савезној држави Баварска у округу Ландсберг ам Лех. Општина се налази на надморској висини од 666 метара. Површина општине износи 12,3 km². У самом мјесту је, према процјени из 2010. године, живјело 1.088 становника. Просјечна густина становништва износи 88 становника/km².